# 李英植
李 英植（リ・ヨンシク、朝鮮語: 리영식）は、朝鮮民主主義人民共和国の政治家。朝鮮労働党宣伝扇動部第1副部長、朝鮮労働党中央委員会委員。労働新聞責任主筆などを歴任した。

## 経歴
出生地や生年月日は不明。朝鮮労働党宣伝扇動部副部長として、先軍節についての談話を労働新聞に寄稿するなどして、2014年2月に労働新聞責任主筆に就任し、3月に最高人民会議第13期代議員に選出された。2016年5月9日に開催された朝鮮労働党第7次大会で、労働新聞責任主筆に再任され、朝鮮労働党中央委員会委員に選出された。2017年10月7日に開催された党中央委員会第7期第2回総会で労働新聞責任主筆を解任され、宣伝扇動部副部長に就任した。2019年2月には宣伝扇動部第1副部長に昇進し、同年12月28日に開催された党中央委員会第7期第5回総会で再任された。